# Yoshirō Okazaki
Yoshirō Okazaki (jap. 岡崎 義朗, Okazaki Yoshirō; * 27. April 1971) ist ein japanischer Jazzmusiker (Trompete, Flügelhorn).
Yoshirō Okazaki arbeitete in der japanischen Jazzszene ab den späten 1990er-Jahren u. a. mit Seiji Tada, dem auch 1997 erste Aufnahmen entstanden. Als Mitglied der Tokyo Leaders Big Band trat er 1999 mit Bobby Watson auf; in den folgenden Jahren spielte er u. a. in den Bigbands von Ken’ichi Tsunoda, Masaru Uchibori und Makoto Ozone (Back in the Club 2010), in den USA auch mit Iris Ornig (New Ground, 2007) und Ruslan Khain (Tie It In!, 2008). Sein Debütalbum Hank’s Mood spielte er um 2003 mit Hidenori Midorikawa, Keiichi Yoshida, Tomokazu Sugimoto und Akira Igawa ein. Mit dem Trompeter Jay Thomas leitete er in den 2010er-Jahren ein gemeinsames Quintett, zu dem noch  Shuhei Mizuno (Piano), Go Shimada (Bass) und Daisuke Kurata (Schlagzeug) gehörten; 2013 entstand das Livealbum Soul Summit! Live at Mr. Kenny’s - Dedicated to Kenny Dorham (Cug). Im Bereich des Jazz listet ihn Tom Lord zwischen 1997 und 2016 bei 14 Aufnahmesessions, zuletzt mit Naoko Tanaka (Memories, 2014) und Fumio Karashima (My Favorite Things, 2016).